# Miguel Ángel Ayuso Guixot
Miguel Ángel Ayuso Guixot, M.C.C.I. (Sevilha, 17 de junho de 1952 – Roma, 25 de novembro de 2024) foi um cardeal espanhol da Igreja Católica e historiador do Islã. Foi Prefeito do Dicastério para o Diálogo Inter-Religioso.

## Biografia
Miguel Ayuso nasceu em Sevilha, Espanha, em 17 de junho de 1952. Em 2 de maio de 1980, fez os votos perpétuos como membro dos Missionários Combonianos do Coração de Jesus. Foi ordenado sacerdote em 20 de setembro de 1982. Licenciou-se em estudos árabes e islâmicos no Pontifício Instituto de Estudos Árabes e Islâmicos de Roma (PISAI) em 1982. Foi missionário no Egito e no Sudão de 1982 a 2002.
Começando em 1989, ele foi professor de estudos islâmicos primeiro em Cartum, depois no Cairo e depois presidente do PISAI de 2005 a 2012. Ele liderou discussões inter-religiosas no Egito, Sudão, Quênia, Etiópia e Moçambique.
Ele obteve um doutorado em teologia dogmática da Universidade de Granada em 2000.
Em 20 de novembro de 2007, o Papa Bento XVI nomeou-o consultor do Pontifício Conselho para o Diálogo Inter-Religioso, e em 30 de junho de 2012, Bento XVI nomeou-o secretário daquele Conselho.  Bento XVI o nomeou auditor especial no Sínodo dos Bispos para o Oriente Médio em 2010.
Em 29 de janeiro de 2016, o Papa Francisco nomeou-o Bispo-titular de Luperciana. Ele foi ordenado em 19 de março pelo próprio papa, na Basílica de São Pedro, coadjuvado pelo cardeal Fernando Filoni, prefeito da Congregação para a Evangelização dos Povos, e por Giovanni Angelo Becciu, substituto dos Assuntos Gerais da Secretaria de Estado.
Ele serviu como principal representante do Vaticano na restauração do diálogo com o Grande Imam Ahmed el-Tayeb da mesquita Al-Azhar, no Cairo, que foi cerceada em 2011. Ele relatou que os partidos estavam focados em "iniciativas conjuntas para promover a paz". a educação e a questão da liberdade religiosa, buscando um acordo que estabeleça “o sagrado direito à cidadania” para todos, não importando sua religião. Seu trabalho culminou na declaração conjunta, a Declaração sobre a Fraternidade Humana , emitida pelo Grande Imame e pelo Papa Francisco em fevereiro de 2019 em Abu Dhabi.
Ayuso Guixot representou a Santa Sé como membro da diretoria do Centro Internacional para o Diálogo Inter-religioso e Inter-Religioso King Abdullah Bin Abdulaziz (KAICID), uma iniciativa conjunta da Arábia Saudita, Áustria e Espanha desde sua fundação em Viena em 2012.
Em 25 de maio de 2019, o Papa Francisco nomeou-o presidente do Pontifício Conselho para o Diálogo Inter-religioso e da Comissão Pontifícia para as Relações Religiosas com os Muçulmanos.
Em 1 de setembro do mesmo ano, o Papa Francisco anunciou que o faria cardeal no consistório de 5 de outubro de 2019. Recebeu o barrete cardinalício e o título de cardeal-diácono de São Jerônimo da Caridade.
Em 17 de fevereiro de 2024, foi nomeado como membro do Dicastério para as Causas dos Santos.
Morreu em 25 de novembro de 2024, após uma enfermidade. Suas exéquias foram realizadas em 27 de novembro seguinte, na Basílica de São Pedro, dirigida pelo decano do Colégio dos Cardeais, Giovanni Battista Re, concelebrada com 60 clérigos e tendo o Papa Francisco presidindo o rito da Ultima Commendatio e da Valedictio. Será sepultado em Sevilha.